# Philippe Goffin
Philippe Goffin (Rocourt, 1 april 1967) is een Belgisch politicus van de Mouvement Réformateur (MR). Van 30 november 2019 tot 1 oktober 2020 was hij minister van Buitenlandse Zaken en van Defensie.

## Levensloop

### Opleiding
In 1992 werd hij licentiaat in de rechten aan de UCL en een jaar later behaalde Goffin het licentiaat in het notariaat. Hij liep stage bij een notariskantoor in Genk en in de regio Luik. Beroepshalve werd hij docent fiscaal recht aan het Centrum voor Permanente Opleiding voor KMO's in Verviers, waarna Goffin in 2002 zelfstandig notaris werd.

### Burgemeester en volksvertegenwoordiger
Goffin werd voor de toenmalige PRL in 2000 verkozen tot gemeenteraadslid van Crisnée. Begin 2001 werd hij burgemeester van de gemeente, een functie die hij nog steeds uitoefent.
Vanaf 2010 zetelde Goffin eveneens in de Kamer van volksvertegenwoordigers. Van 2014 tot 2019 was hij er voorzitter van de commissie Justitie.
Bij de federale verkiezingen van 26 mei 2019 stond hij op de derde plaats op de MR-Kamerlijst in Luik (provincie), aangevoerd door Daniel Bacquelaine. Hij behaalde 14.717 stemmen en werd herkozen in de Kamer. Van juni tot november 2019 was Goffin lid van het Bureau van de Kamer. In maart 2020 verliet hij het parlement om minister te worden in de regering-Wilmès II.

### Kandidaat-voorzitter
Naar aanleiding van het vertrek van Charles Michel als voorzitter van de MR stelde hij zich in oktober 2019 kandidaat voor de voorzittersverkiezing van zijn partij. In de eerste ronde van de voorzittersverkiezingen, op 12 november dat jaar, eindigde hij op de vierde plaats met 11,22 procent van de stemmen.

### Minister van Buitenlandse Zaken en van Defensie
Op 30 november 2019 trad Philippe Goffin toe tot de federale regering van lopende zaken als minister van Buitenlandse Zaken en van Defensie, in opvolging van Didier Reynders, die Europees commissaris werd. Hij bleef aan als minister tot de aanstelling van de Regering-De Croo op 1 oktober 2020 en sindsdien is hij opnieuw Kamerlid.
Na de verkiezingen van juni 2024 werd Goffin voorzitter van de Kamercommissie Grondwet en Institutionele Vernieuwing

## Mandaten
- Minister van Buitenlandse Zaken en van Defensie (2019-2020)
- Titelvoerend burgemeester van Crisnée (2019-2020)
- Burgemeester van Crisnée (2000-2019, 2020-heden)
- Lid van het bureau van de Kamer van volksvertegenwoordigers (juni 2019 - november 2019)
- Voorzitter van de Commissie Justitie van de Kamer van Volksvertegenwoordigers (2014-2019)
- Lid van het Belgisch Parlement voor de Mouvement Réformateur van 2010 tot maart 2020 en opnieuw vanaf oktober 2020.
- Voorzitter van de commissie Grondwet en Institutionele Vernieuwing van de Kamer (2024-heden)